# Prix FIPRESCI du Festival de Cannes
Pour les articles homonymes, voir Prix FIPRESCI.
Le prix FIPRESCI du Festival de Cannes, également nommé prix de la critique internationale est une récompense cinématographique remise depuis 1946 lors du Festival de Cannes par un jury constitué de critiques de cinéma internationaux par l'intermédiaire de la Fédération internationale de la presse cinématographique (FIPRESCI) afin de promouvoir l'art cinématographique et d'encourager le cinéma nouveau et jeune.

## Introduction
Depuis 2002, les modalités de vote sont les suivantes : un jury international, constitué de critiques membres de la FIPRESCI, visionne les films. Plusieurs films sont récompensés : les meilleurs films de la compétition officielle, d'Un certain regard et des sélections parallèles (Quinzaine des Réalisateurs ou Semaine de la critique). Durant plusieurs années, seuls deux films étaient primés, l'un pour la compétition, l'autre pour les autres sections.
Bien que les jurys officiels ne soient pas obligés de suivre la tendance, le lauréat du prix FIPRESCI se retrouve souvent au palmarès, en sachant que le jury de la compétition officielle n'est actuellement composé que de cinéastes et non de critiques.
Le site web Film New Europe publie chaque année un agrégateur de critiques faisant partie de la FIPRESCI, sauf celles présentes dans le jury,,,.

## Palmarès
La liste intégrale des lauréats provient du site officiel de la FIPRESCI et d'IMDB.
| Édition | Film | Réalisateur                                                        | Pays                                    | Section                                 |
| ------- | --- | ------------------------------------------------------------------ | --------------------------------------- | --------------------------------------- |
| 1946    | Brève Rencontre (Brief Encounter)                                                                        | David Lean                                                         | Royaume-Uni                             | Compétition                             |
| 1946    | Farrebique                                                                                               | Georges Rouquier                                                   | France                                  | Hors-sélection,                         |
| 1949    | Nous avons gagné ce soir (The Set-Up)                                                                    | Robert Wise                                                        | États-Unis                              | Compétition                             |
| 1951    | Miracle à Milan (Miracolo a Milano)                                                                      | Vittorio De Sica                                                   | Italie                                  | Compétition                             |
| 1951    | Los Olvidados                                                                                            | Luis Buñuel                                                        | Mexique                                 | Compétition                             |
| 1952    | Non remis                                                                                                | Non remis                                                          | Non remis                               | Non remis                               |
| 1953    | Les Vacances de monsieur Hulot                                                                           | Jacques Tati                                                       | France                                  | Compétition                             |
| 1954    | Avant le déluge                                                                                          | André Cayatte                                                      | France                                  | Compétition                             |
| 1955    | Mort d'un cycliste (Muerte de un ciclista)                                                               | Juan Antonio Bardem                                                | Espagne                                 | Compétition                             |
| 1955    | Racines (Raíces)                                                                                         | Benito Alazraki                                                    | Mexique                                 | Compétition                             |
| 1956    | Non remis                                                                                                | Non remis                                                          | Non remis                               | Non remis                               |
| 1957    | Non remis                                                                                                | Non remis                                                          | Non remis                               | Non remis                               |
| 1958    | La Vengeance (La Venganza)                                                                               | Juan Antonio Bardem                                                | Espagne                                 | Compétition                             |
| 1959    | Hiroshima mon amour                                                                                      | Alain Resnais                                                      | France                                  | Compétition                             |
| 1959    | Araya | Margot Benacerraf                                                  | Venezuela                               | Compétition                             |
| 1960    | La Source (Jungfrukällan)                                                                                | Ingmar Bergman                                                     | Suède                                   | Compétition                             |
| 1961    | La Main dans le piège (La mano en la trampa)                                                             | Leopoldo Torre Nilsson                                             | Argentine                               | Compétition                             |
| 1961    | Chronique d'un été                                                                                       | Jean Rouch et Edgar Morin                                          | France                                  | Compétition[réf. nécessaire]            |
| 1962    | L'Ange exterminateur (El ángel exterminador)                                                             | Luis Buñuel                                                        | Mexique                                 | Compétition                             |
| 1963    | Le Prix d'un homme (This Sporting Life)                                                                  | Lindsay Anderson                                                   | Royaume-Uni                             | Compétition                             |
| 1963    | Le Joli Mai                                                                                              | Chris Marker et Pierre Lhomme                                      | France                                  | Semaine de la critique                  |
| 1964    | La Passagère (Pasażerka)                                                                                 | Andrzej Munk                                                       | Pologne                                 | Compétition                             |
| 1965    | Tarahumara (Cada vez más lejos)                                                                          | Luis Alcoriza                                                      | Mexique                                 | Compétition                             |
| 1966    | Les Désarrois de l'élève Törless (Der junge Törless)                                                     | Volker Schlöndorff                                                 | Allemagne                               | Compétition                             |
| 1966    | La guerre est finie                                                                                      | Alain Resnais                                                      | France                                  | Compétition                             |
| 1966    | Falstaff (Campanadas a medianoche)                                                                       | Orson Welles                                                       | Espagne Suisse                          | Compétition                             |
| 1967    | Terre en transe (Terra em Transe)                                                                        | Glauber Rocha                                                      | Brésil                                  | Compétition                             |
| 1967    | J'ai même rencontré des tziganes heureux (Skupljači perja)                                               | Aleksandar Petrovic                                                | Yougoslavie                             | Compétition                             |
| 1968    | Arrêté à cause des événements de mai 68                                                                  | Arrêté à cause des événements de mai 68                            | Arrêté à cause des événements de mai 68 | Arrêté à cause des événements de mai 68 |
| 1969    | Andreï Roublev (Андрей Рублёв)                                                                           | Andreï Tarkovski                                                   | Union soviétique                        | Hors-compétition                        |
| 1970    | Enquête sur un citoyen au-dessus de tout soupçon (Indagine su un cittadino al di sopra di ogni sospetto) | Elio Petri                                                         | Italie                                  | Compétition                             |
| 1971    | Johnny s'en va-t-en guerre (Johnny Got His Gun)                                                          | Dalton Trumbo                                                      | États-Unis                              | Compétition                             |
| 1972    | Solaris (Солярис)                                                                                        | Andreï Tarkovski                                                   | Union soviétique                        | Compétition                             |
| 1972    | Avoir vingt ans dans les Aurès                                                                           | René Vautier                                                       | France                                  | Semaine de la critique                  |
| 1973    | La Grande Bouffe                                                                                         | Marco Ferreri                                                      | France                                  | Compétition                             |
| 1973    | La Maman et la Putain                                                                                    | Jean Eustache                                                      | France                                  | Compétition                             |
| 1974    | Tous les autres s'appellent Ali (Angst essen Seele auf)                                                  | Rainer Werner Fassbinder                                           | Allemagne                               | Compétition                             |
| 1974    | Lancelot du Lac                                                                                          | Robert Bresson (il refusa de recevoir le prix)                     | France                                  | Hors-compétition                        |
| 1975    | L'Énigme de Kaspar Hauser (Jeder für sich und Gott gegen alle)                                           | Werner Herzog                                                      | Allemagne                               | Compétition                             |
| 1975    | Le Voyage des comédiens (Ο Θίασος, O Thiasos)                                                            | Theo Angelopoulos                                                  | Grèce                                   | Quinzaine des réalisateurs              |
| 1976    | Au fil du temps (Im Lauf der Zeit)                                                                       | Wim Wenders                                                        | Allemagne                               | Compétition                             |
| 1976    | Ferdinand le radical (Der starke Ferdinand)                                                              | Alexander Kluge                                                    | Allemagne                               | Quinzaine des réalisateurs              |
| 1977    | Padre padrone                                                                                            | Paolo et Vittorio Taviani                                          | Italie                                  | Compétition                             |
| 1977    | Neuf mois (Kilenc hónap)                                                                                 | Márta Mészáros                                                     | Hongrie                                 | Quinzaine des réalisateurs              |
| 1978    | L'Homme de marbre (Człowiek z marmuru)                                                                   | Andrzej Wajda                                                      | Pologne                                 | Un certain regard                       |
| 1978    | L'Odeur des fleurs des champs (Miris poljskog cveca)                                                     | Srđan Karanović                                                    | Yougoslavie                             | Semaine de la critique                  |
| 1979    | Apocalypse Now                                                                                           | Francis Ford Coppola                                               | États-Unis                              | Compétition                             |
| 1979    | L'Éducation de Véra (Angi Vera)                                                                          | Pál Gábor                                                          | Hongrie                                 | Quinzaine des réalisateurs              |
| 1979    | Black Jack                                                                                               | Ken Loach                                                          | Royaume-Uni                             | Quinzaine des réalisateurs              |
| 1980    | Mon oncle d'Amérique                                                                                     | Alain Resnais                                                      | France                                  | Compétition                             |
| 1980    | Les Chemins de la liberté (Gaijin - Os Caminhos da Liberdade)                                            | Tizuka Yamasaki                                                    | Brésil                                  | Quinzaine des réalisateurs              |
| 1980    | Acteurs provinciaux (Aktorzy prowincjonalni)                                                             | Agnieszka Holland                                                  | Pologne                                 | Semaine de la critique                  |
| 1981    | Mephisto                                                                                                 | István Szabó                                                       | Hongrie                                 | Compétition                             |
| 1981    | Malou | Jeanine Meerapfel                                                  | Allemagne                               | Semaine de la critique                  |
| 1982    | Yol, la permission (Yol)                                                                                 | Şerif Gören et Yılmaz Güney                                        | Turquie                                 | Compétition                             |
| 1982    | Un autre regard (Egymásra nézve)                                                                         | Károly Makk                                                        | Hongrie                                 | Compétition                             |
| 1982    | Les Fleurs sauvages                                                                                      | Jean Pierre Lefebvre                                               | Canada                                  | Quinzaine des réalisateurs              |
| 1983    | Nostalghia (Ностальгия)                                                                                  | Andreï Tarkovski                                                   | Italie                                  | Compétition                             |
| 1983    | Daniel prend le train (Szerencés Dániel)                                                                 | Pál Sándor                                                         | Hongrie                                 | Quinzaine des réalisateurs              |
| 1984    | Paris, Texas                                                                                             | Wim Wenders                                                        | Allemagne France                        | Compétition                             |
| 1984    | Voyage à Cythère (Ταξίδι στα Κύθηρα, Taxidi sta Kythêra)                                                 | Theo Angelopoulos                                                  | Grèce                                   | Compétition                             |
| 1984    | Mémoires de prison (Memórias do Cárcere)                                                                 | Nelson Pereira dos Santos                                          | Brésil                                  | Quinzaine des réalisateurs              |
| 1985    | Papa est en voyage d'affaires (Отац на службеном путу, Otac na službenom putu)                           | Emir Kusturica                                                     | Yougoslavie                             | Compétition                             |
| 1985    | La Rose pourpre du Caire (The Purple Rose of Cairo)                                                      | Woody Allen                                                        | États-Unis                              | Hors-compétition                        |
| 1985    | Visages de femmes                                                                                        | Désiré Écaré                                                       | Côte d'Ivoire                           | Semaine de la critique                  |
| 1986    | Le Sacrifice (Offret)                                                                                    | Andreï Tarkovski                                                   | Suède France                            | Compétition                             |
| 1986    | Le Déclin de l'empire américain                                                                          | Denys Arcand                                                       | Canada                                  | Quinzaine des réalisateurs              |
| 1987    | Le Repentir (მონანიება, Monanieba)                                                                       | Tenguiz Abuladze                                                   | Géorgie                                 | Compétition                             |
| 1987    | Wish You Were Here                                                                                       | David Leland                                                       | Royaume-Uni                             | Quinzaine des réalisateurs              |
| 1987    | Noce en Galilée (Wedding in Galilee)                                                                     | Michel Khleifi                                                     | Palestine France                        | Quinzaine des réalisateurs              |
| 1988    | Tu ne tueras point (Krótki film o zabijaniu)                                                             | Krzysztof Kieślowski                                               | Pologne                                 | Compétition                             |
| 1988    | Hôtel Terminus                                                                                           | Marcel Ophüls                                                      | États-Unis                              | Un certain regard                       |
| 1988    | Distant Voices, Still Lives                                                                              | Terence Davies                                                     | Royaume-Uni                             | Quinzaine des réalisateurs              |
| 1988    | Une femme pour l'hiver                                                                                   | Manuel Flèche                                                      | France                                  | Perspectives du cinéma français         |
| 1989    | Sexe, Mensonges et Vidéo (Sex, Lies, and Videotape)                                                      | Steven Soderbergh                                                  | États-Unis                              | Compétition                             |
| 1989    | Yaaba | Idrissa Ouedraogo                                                  | Burkina Faso France                     | Quinzaine des réalisateurs              |
| 1990    | L'Aiguillon de la mort (死の棘, Shi no toge)                                                             | Kôhei Oguri                                                        | Japon                                   | Compétition                             |
| 1990    | Lebedyne ozero. Zona                                                                                     | Yuri Ilyenko                                                       | États-Unis Ukraine                      | Quinzaine des réalisateurs              |
| 1990    | Manoel de Oliveira                                                                                       | Manoel de Oliveira                                                 | Portugal                                | Prix honorifique                        |
| 1991    | La Double Vie de Véronique (Podwójne życie Weroniki)                                                     | Krzysztof Kieślowski                                               | Pologne France                          | Compétition                             |
| 1991    | Riff-Raff                                                                                                | Ken Loach                                                          | Royaume-Uni                             | Quinzaine des réalisateurs              |
| 1992    | Le Songe de la lumière (El sol del membrillo)                                                            | Víctor Erice                                                       | Espagne                                 | Compétition                             |
| 1993    | Adieu, ma concubine (霸王別姬, Bàwáng biéjī)                                                             | Chen Kaige                                                         | Hong Kong                               | Compétition                             |
| 1993    | Meurtres d'enfants (Gyerekgyilkosságok)                                                                  | Ildikó Szabó                                                       | Hongrie                                 | Quinzaine des réalisateurs              |
| 1994    | Exotica                                                                                                  | Atom Egoyan                                                        | Canada                                  | Compétition                             |
| 1994    | Bab El-Oued City                                                                                         | Merzak Allouache                                                   | Algérie                                 | Un certain regard                       |
| 1995    | Le Regard d'Ulysse (Το Βλέμμα του Οδυσσέα, To Vlémma tou Odysséa)                                        | Theo Angelopoulos                                                  | Grèce                                   | Compétition                             |
| 1995    | Land and Freedom                                                                                         | Ken Loach                                                          | Royaume-Uni                             | Compétition                             |
| 1995    | Le Ballon blanc (بادکنک سفید, Badkonake sefid)                                                           | Jafar Panahi                                                       | Iran                                    | Quinzaine des réalisateurs              |
| 1996    | Secrets et Mensonges (Secrets & Lies)                                                                    | Mike Leigh                                                         | Royaume-Uni                             | Compétition                             |
| 1996    | Le Prisonnier du Caucase (Кавказский пленник, Kavkazskiy plennik)                                        | Sergueï Bodrov                                                     | Russie Kazakhstan                       | Quinzaine des réalisateurs              |
| 1996    | Le Courrier (Pasts) / Le Ferry (Prāmis)                                                                  | Laila Pakalniņa                                                    | Lettonie                                | Un certain regard                       |
| 1997    | De beaux lendemains (The Sweet Hereafter)                                                                | Atom Egoyan                                                        | Canada                                  | Compétition                             |
| 1997    | Voyage au début du monde (Viagem ao Princípio do Mundo)                                                  | Manoel de Oliveira                                                 | Portugal                                | Hors-compétition                        |
| 1998    | The Hole                                                                                                 | Tsai Ming-liang                                                    | Taïwan France                           | Compétition                             |
| 1998    | Happiness                                                                                                | Todd Solondz                                                       | États-Unis                              | Quinzaine des réalisateurs              |
| 1999    | Peau neuve                                                                                               | Émilie Deleuze                                                     | France                                  | Un certain regard                       |
| 1999    | M/Other                                                                                                  | Nobuhiro Suwa                                                      | Japon                                   | Quinzaine des réalisateurs              |
| 2000    | Eureka (ユリイカ, Yurīka)                                                                                | Shinji Aoyama                                                      | Japon                                   | Compétition                             |
| 2000    | Un temps pour l'ivresse des chevaux (زمانی برای مستی اسبها, Zamāni barāye masti-ye asbhā)                | Bahman Ghobadi                                                     | Iran                                    | Quinzaine des réalisateurs              |
| 2001    | La Chambre du fils (La stanza del figlio)                                                                | Nanni Moretti                                                      | Italie                                  | Compétition                             |
| 2001    | Séance (降霊, Kōrei)                                                                                     | Kiyoshi Kurosawa                                                   | Japon                                   | Un certain regard                       |
| 2001    | Martha... Martha                                                                                         | Sandrine Veysset                                                   | France                                  | Quinzaine des réalisateurs              |
| 2001    | Le Pornographe                                                                                           | Bertrand Bonello (également attribué à l'acteur Jean-Pierre Léaud) | France                                  | Semaine de la critique                  |
| 2002    | Intervention divine (يد إلهية, Yadon ilaheyya)                                                           | Elia Suleiman                                                      | Palestine                               | Compétition                             |
| 2002    | En attendant le bonheur (Heremakono)                                                                     | Abderrahmane Sissako                                               | France Mauritanie                       | Un certain regard                       |
| 2002    | L'Oiseau d'argile (মাটির ময়না, Matir moina)                                                                 | Tareque Masud                                                      | France Bangladesh                       | Quinzaine des réalisateurs              |
| 2003    | Père, fils (Отец и сын, Otets i syn)                                                                     | Aleksandr Sokurov                                                  | Russie                                  | Compétition                             |
| 2003    | American Splendor                                                                                        | Shari Springer Berman et Robert Pulcini                            | États-Unis                              | Un certain regard                       |
| 2003    | Las horas de día                                                                                         | Jaime Rosales                                                      | Espagne                                 | Quinzaine des réalisateurs              |
| 2004    | Fahrenheit 9/11                                                                                          | Michael Moore                                                      | États-Unis                              | Compétition                             |
| 2004    | Whisky                                                                                                   | Juan Pablo Rebella et Pablo Stoll                                  | Uruguay                                 | Un certain regard                       |
| 2004    | Soif (عطش, Atash / צימאון, Tzimaon)                                                                      | Tawfik Abu Wael                                                    | Israël Palestine                        | Semaine de la critique                  |
| 2005    | Caché | Michael Haneke                                                     | France Autriche                         | Compétition                             |
| 2005    | Sangre                                                                                                   | Amat Escalante                                                     | Mexique                                 | Un certain regard                       |
| 2005    | Crying Fist (Jumeogi unda)                                                                               | Ryoo Seung-wan                                                     | Corée du Sud                            | Quinzaine des réalisateurs              |
| 2006    | Les Climats (İklimler)                                                                                   | Nuri Bilge Ceylan                                                  | Turquie                                 | Compétition                             |
| 2006    | Hamaca Paraguaya                                                                                         | Paz Encina                                                         | Paraguay                                | Un certain regard                       |
| 2006    | Bug | William Friedkin                                                   | États-Unis                              | Quinzaine des réalisateurs              |
| 2007    | 4 mois, 3 semaines, 2 jours (4 luni, 3 săptămâni și 2 zile)                                              | Cristian Mungiu                                                    | Roumanie                                | Compétition                             |
| 2007    | La Visite de la fanfare (ביקור התזמורת, Bikur Ha-Tizmoret)                                               | Eran Kolirin                                                       | Israël                                  | Un certain regard                       |
| 2007    | Elle s'appelle Sabine                                                                                    | Sandrine Bonnaire                                                  | France                                  | Quinzaine des réalisateurs              |
| 2008    | Delta | Kornél Mundruczó                                                   | Hongrie                                 | Compétition                             |
| 2008    | Hunger                                                                                                   | Steve McQueen                                                      | Irlande                                 | Un certain regard                       |
| 2008    | Eldorado                                                                                                 | Bouli Lanners                                                      | Belgique                                | Quinzaine des réalisateurs              |
| 2009    | Le Ruban blanc (Das weiße Band)                                                                          | Michael Haneke                                                     | Allemagne Autriche                      | Compétition                             |
| 2009    | Policier, adjectif (Polițist, adjectiv)                                                                  | Corneliu Porumboiu                                                 | Roumanie                                | Un certain regard                       |
| 2009    | Amerrika (Amreeka)                                                                                       | Cherien Dabis                                                      | États-Unis                              | Quinzaine des réalisateurs              |
| 2010    | Tournée                                                                                                  | Mathieu Amalric                                                    | France                                  | Compétition                             |
| 2010    | Adrienn Pál (Pál Adrienn)                                                                                | Ágnes Kocsis                                                       | Hongrie                                 | Un certain regard                       |
| 2010    | Todos vós sodes capitáns                                                                                 | Oliver Laxe                                                        | Espagne                                 | Quinzaine des réalisateurs              |
| 2011    | Le Havre                                                                                                 | Aki Kaurismäki                                                     | Finlande France                         | Compétition                             |
| 2011    | L'Exercice de l'État                                                                                     | Pierre Schoeller                                                   | France Belgique                         | Un certain regard                       |
| 2011    | Take Shelter                                                                                             | Jeff Nichols                                                       | États-Unis                              | Semaine de la critique                  |
| 2012    | Dans la brume (В тумане, V tumane)                                                                       | Sergueï Loznitsa                                                   | Russie                                  | Compétition                             |
| 2012    | Les Bêtes du sud sauvage (Beasts of the Southern Wild)                                                   | Benh Zeitlin                                                       | États-Unis                              | Un certain regard                       |
| 2012    | Rengaine                                                                                                 | Rachid Djaidani                                                    | France                                  | Quinzaine des réalisateurs              |
| 2013    | La Vie d'Adèle                                                                                           | Abdellatif Kechiche                                                | France                                  | Compétition                             |
| 2013    | Les manuscrits ne brûlent pas (دست‌نوشته‌ها نمی‌سوزند)                                                      | Mohammad Rasoulof                                                  | Iran                                    | Un certain regard                       |
| 2013    | Blue Ruin                                                                                                | Jeremy Saulnier                                                    | États-Unis                              | Quinzaine des réalisateurs              |
| 2014    | Winter Sleep (Kış Uykusu)                                                                                | Nuri Bilge Ceylan                                                  | Turquie                                 | Compétition                             |
| 2014    | Jauja | Lisandro Alonso                                                    | Argentine                               | Un certain regard                       |
| 2014    | Les Combattants                                                                                          | Thomas Cailley                                                     | France                                  | Quinzaine des réalisateurs              |
| 2015    | Le Fils de Saul (Saul fia)                                                                               | László Nemes                                                       | Hongrie                                 | Compétition                             |
| 2015    | Masaan (मसान)                                                                                             | Neeraj Ghaywan                                                     | Inde                                    | Un certain regard                       |
| 2015    | Paulina (La Patota)                                                                                      | Santiago Mitre                                                     | Argentine                               | Semaine de la critique                  |
| 2016    | Toni Erdmann                                                                                             | Maren Ade                                                          | Allemagne                               | Compétition                             |
| 2016    | Dogs (Câini)                                                                                             | Bogdan Mirică                                                      | Roumanie                                | Un certain regard                       |
| 2016    | Grave | Julia Ducournau                                                    | France                                  | Semaine de la critique                  |
| 2016    | Prix spécial à Thierry Frémaux pour fêter les 70 ans de collaborations entre Cannes et la FIPRESCI.      |                                                                    |                                         |                                         |
| 2017    | 120 battements par minute                                                                                | Robin Campillo                                                     | France                                  | Compétition                             |
| 2017    | Tesnota (Теснота)                                                                                        | Kantemir Balagov                                                   | Russie                                  | Un certain regard                       |
| 2017    | L'Usine de rien (A Fabrica de Nada)                                                                      | Pedro Pinho                                                        | Portugal                                | Quinzaine des réalisateurs              |
| 2018    | Burning (버닝, Beoning)                                                                                  | Lee Chang-dong                                                     | Corée du Sud                            | Compétition                             |
| 2018    | Girl | Lukas Dhont                                                        | Belgique                                | Un certain regard                       |
| 2018    | One Day (Egy Nap)                                                                                        | Zsófia Szilágyi                                                    | Hongrie                                 | Semaine de la critique                  |
| 2019    | It Must Be Heaven                                                                                        | Elia Suleiman                                                      | France                                  | Compétition                             |
| 2019    | Une grande fille (Дылда)                                                                                 | Kantemir Balagov                                                   | Russie                                  | Un certain regard                       |
| 2019    | The Lighthouse                                                                                           | Robert Eggers                                                      | États-Unis                              | Quinzaine des réalisateurs              |
| 2021    | Drive My Car (ドライブ・マイ・カー, Doraibu mai kā)                                                      | Ryūsuke Hamaguchi                                                  | Japon                                   | Compétition                             |
| 2021    | Un monde                                                                                                 | Laura Wandel                                                       | Belgique                                | Un certain regard                       |
| 2021    | Feathers                                                                                                 | Omar El Zohairy                                                    | Égypte                                  | Semaine de la critique                  |
| 2022    | Leila et ses frères                                                                                      | Saeed Roustayi                                                     | Iran                                    | Compétition                             |
| 2022    | Le Bleu du Caftan                                                                                        | Maryam Touzani                                                     | Maroc                                   | Un certain regard                       |
| 2022    | Dalva | Emmanuelle Nicot                                                   | Belgique                                | Semaine de la critique                  |
| 2023    | The Zone of Interest                                                                                     | Jonathan Glazer                                                    | Royaume-Uni                             | Compétition                             |
| 2023    | Les Colons (Los colonos)                                                                                 | Felipe Gálvez                                                      | Chili                                   | Un certain regard                       |
| 2023    | Levante                                                                                                  | Lillah Halla                                                       | Brésil                                  | Semaine de la critique                  |
| 2024    | Les Graines du figuier sauvage (دانه انجیر مقدس)                                                         | Mohammad Rasoulof                                                  | Iran                                    | Compétition                             |
| 2024    | L’Histoire de Souleymane                                                                                 | Boris Lojkine                                                      | France                                  | Un certain regard                       |
| 2024    | Desert of Namibia (Namibia no sabaku)                                                                    | Yōko Yamanaka                                                      | Japon                                   | Quinzaine des cinéastes                 |
| 2025    | L'Agent secret (O Agente Secreto)                                                                        | Kleber Mendonça Filho                                              | Brésil                                  | Compétition                             |
| 2025    | Urchin                                                                                                   | Harris Dickinson                                                   | Royaume-Uni                             | Un certain regard                       |
| 2025    | Planètes                                                                                                 | Momoko Seto                                                        | France Belgique                         | Semaine de la critique                  |